# Alva kyrka
Alva kyrka tillhör Alva, Hemse och Rone församling på Gotland. Kyrkan är byggd i sandsten och den äldsta bevarade delen är koret med absid, vilket uppfördes omkring år 1200. I början av 1300-talet planerades att bygga ett stort torn i väst, men detta fullbordades aldrig. Den gamla romanska sydportalen flyttades vid samma tid till norra sidan. Kyrkan restaurerades 1953-1954 efter förslag av arkitekt Gösta Wiman.

## Interiör
På långhusets norra vägg finns målningar som utförts av "Mästaren från 1520". Altaruppsatsen av sandsten från 1671 visar inte bara den bibliska nattvardsbilden utan också en samtida evangelisk nattvardsscen. I triumfbågen hänger ett väldigt krucifix från 1200-talet. 

En gravsten bär en latinsk inskrift som säger: "Herrens år 1317 den 1 januari dog Botvi, herr Botvids i Alva husföreståndarinna, vilken må vila i frid". Detta torde vara ett unikt monument över en husmor.

## Orgel
- 1912 bygger Eskil Lundén, Göteborg, en orgel med 8 stämmor.
- Den nuvarande orgeln är byggd 1966 av Th. Frobenius & Sønner, Kongens Lyngby, Danmark, och är en mekanisk orgel.

| Manual       | Pedal      | Koppel  |
| Gedackt 8’   | Subbas 16' | Man/Ped |
| Principal 4’ | Zinka 4'   |         |
| Rörflöjt 4’  |            |         |
| Oktava 2'    |            |         |
| Tremulant    |            |         |

## Galleri

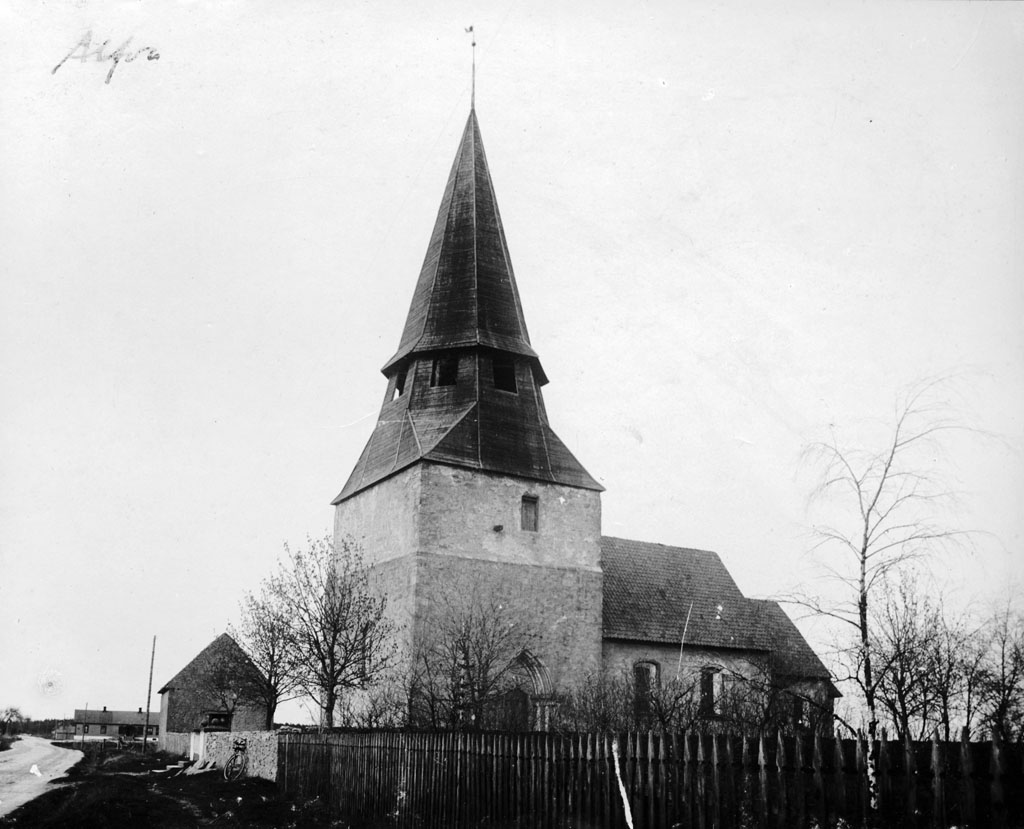
Alva kyrka i slutet av 1800-talet
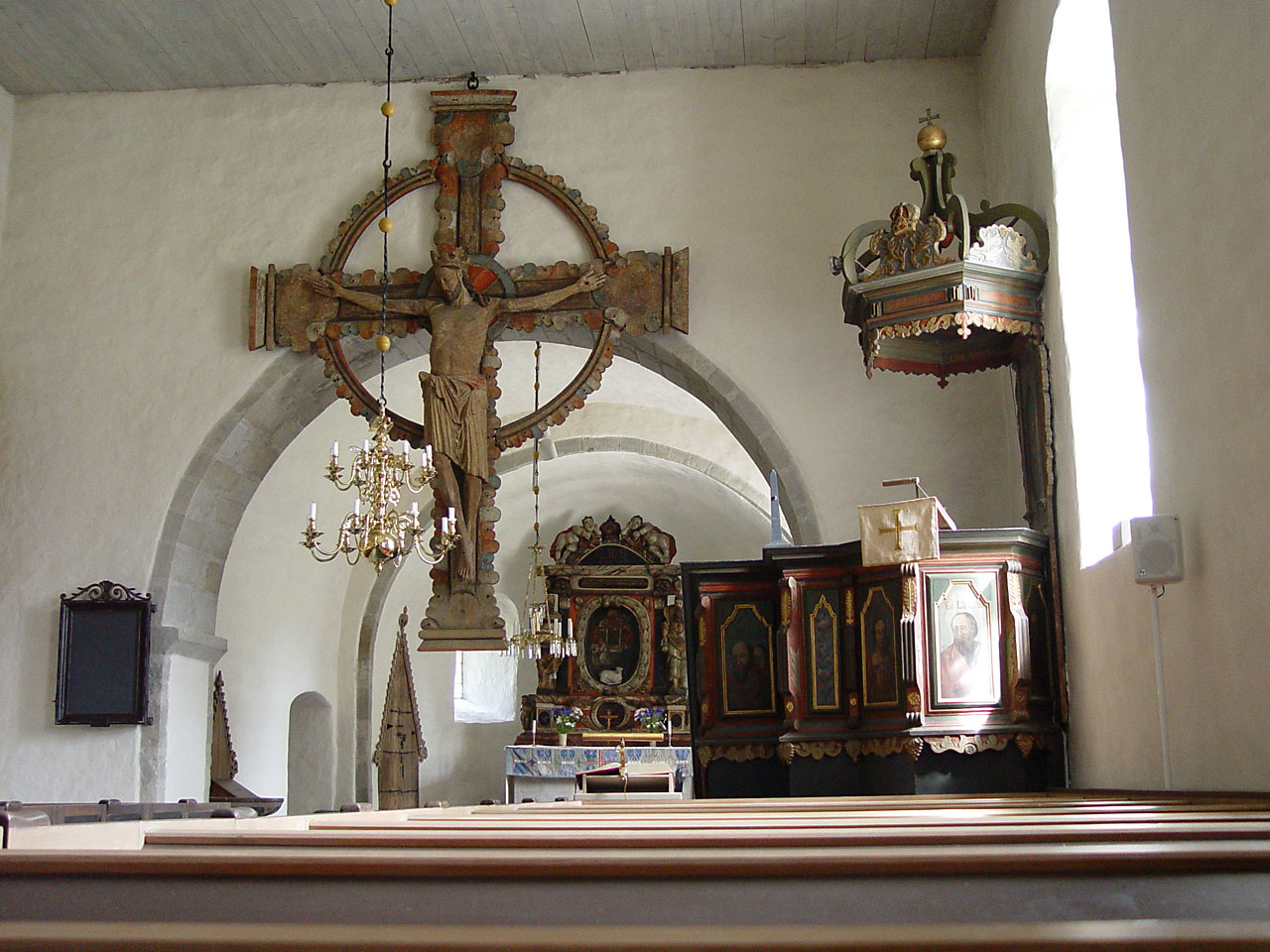
Predikstol från 1740 med målningar av Johan H. Dreutz 1746
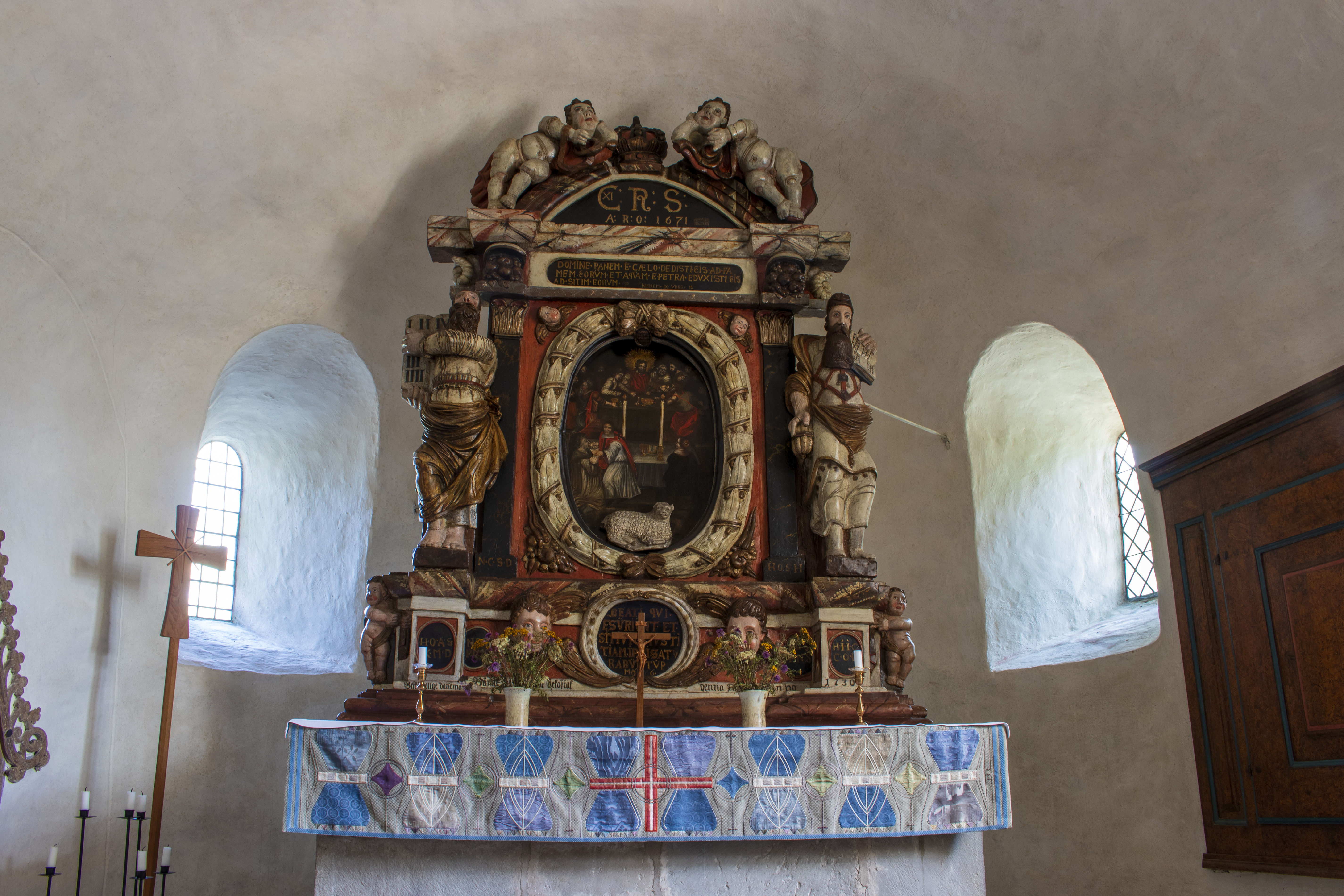
Altaruppsats från 1670 av Jacob Blas
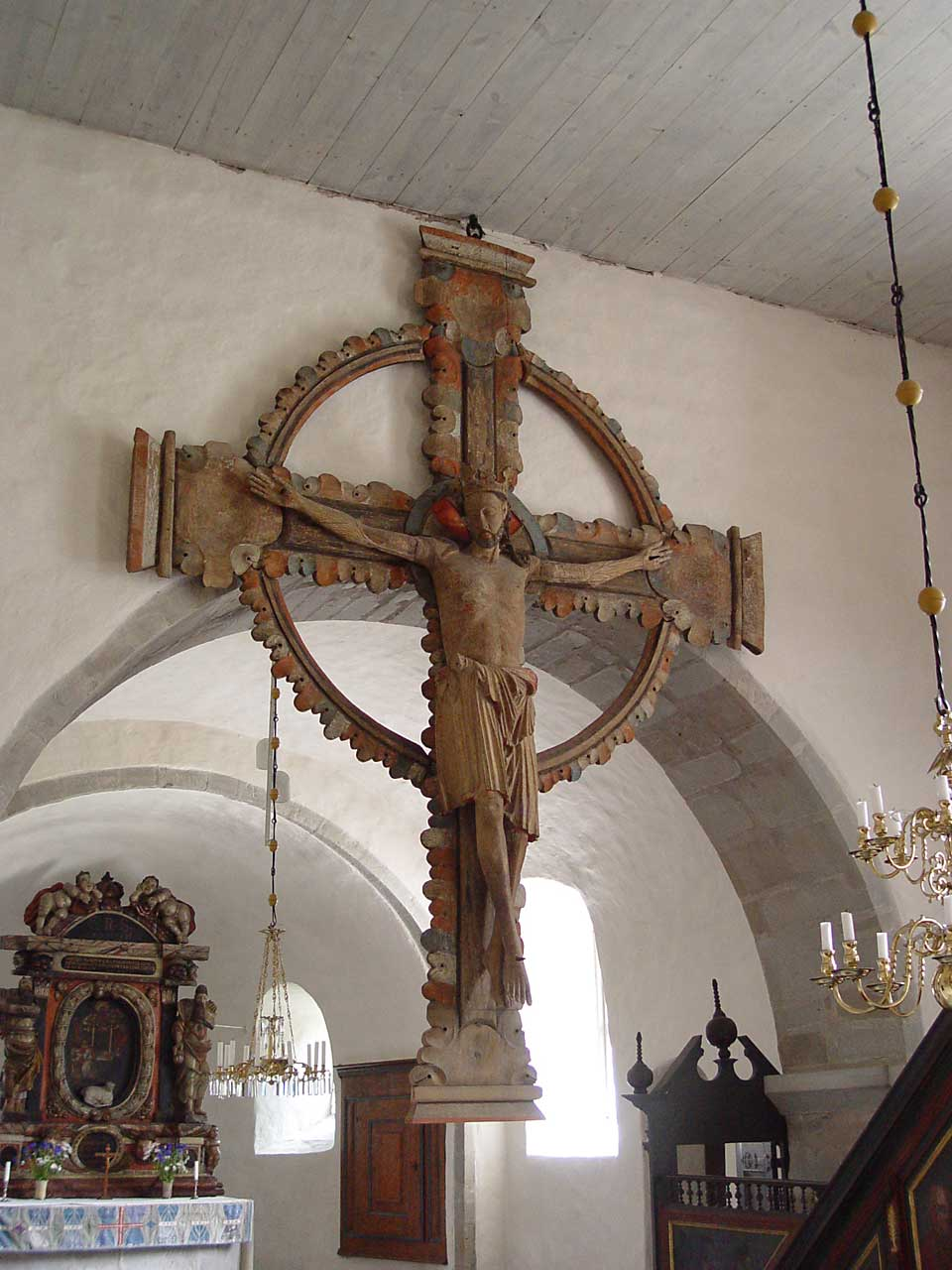
Triumfkrucifix från 1200-talet
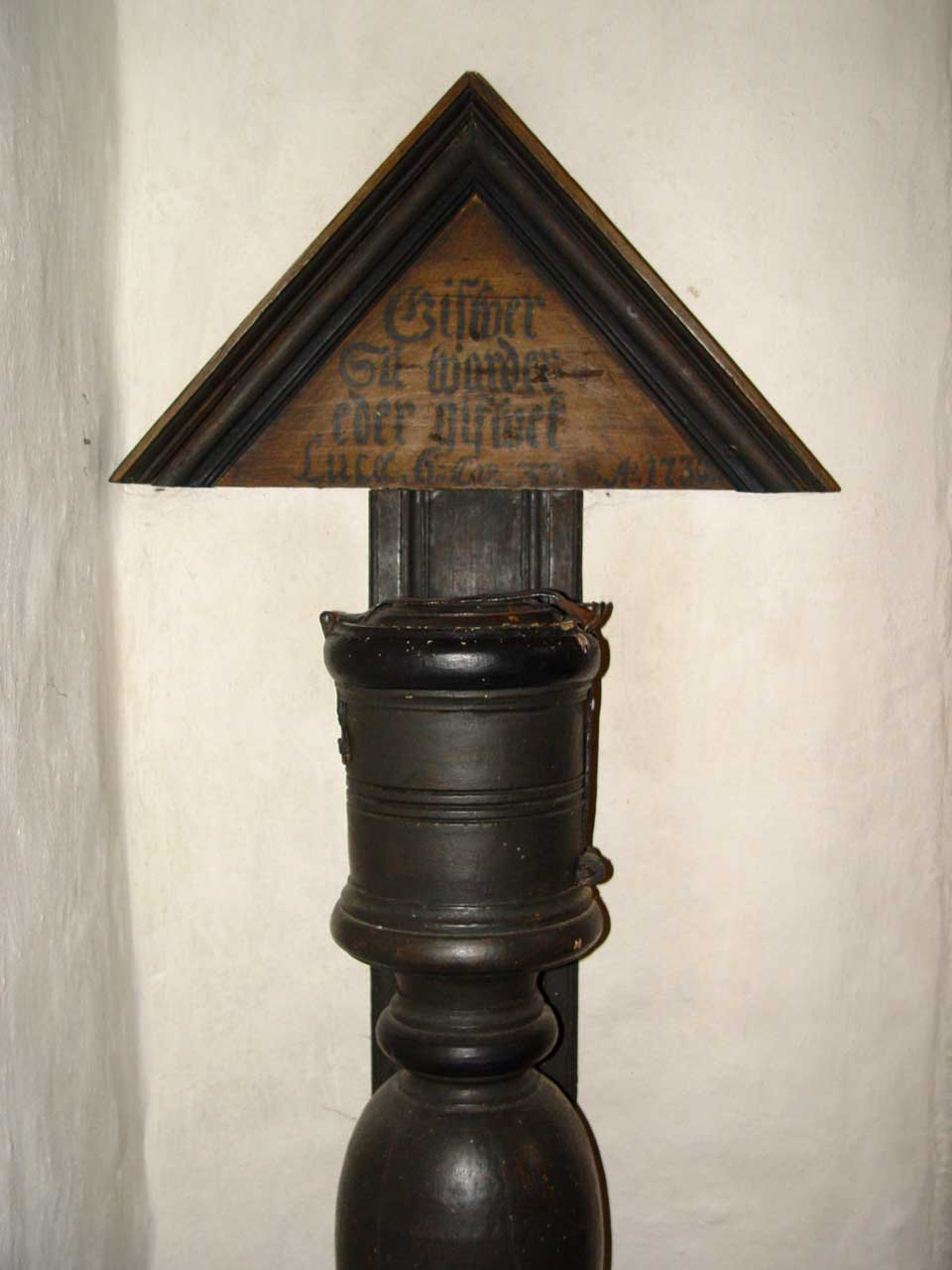
Offerbössa från 1730
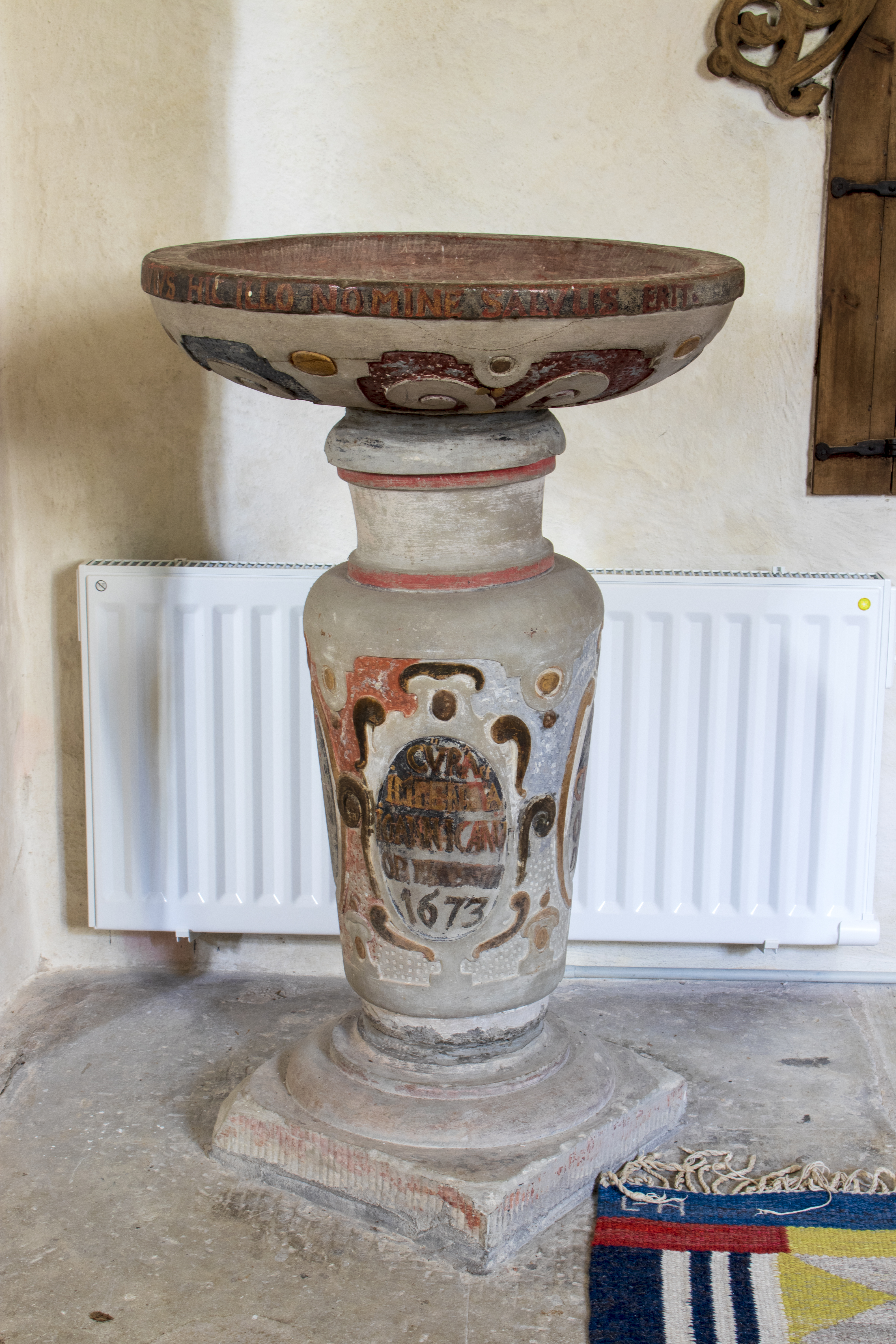
Dopfunt
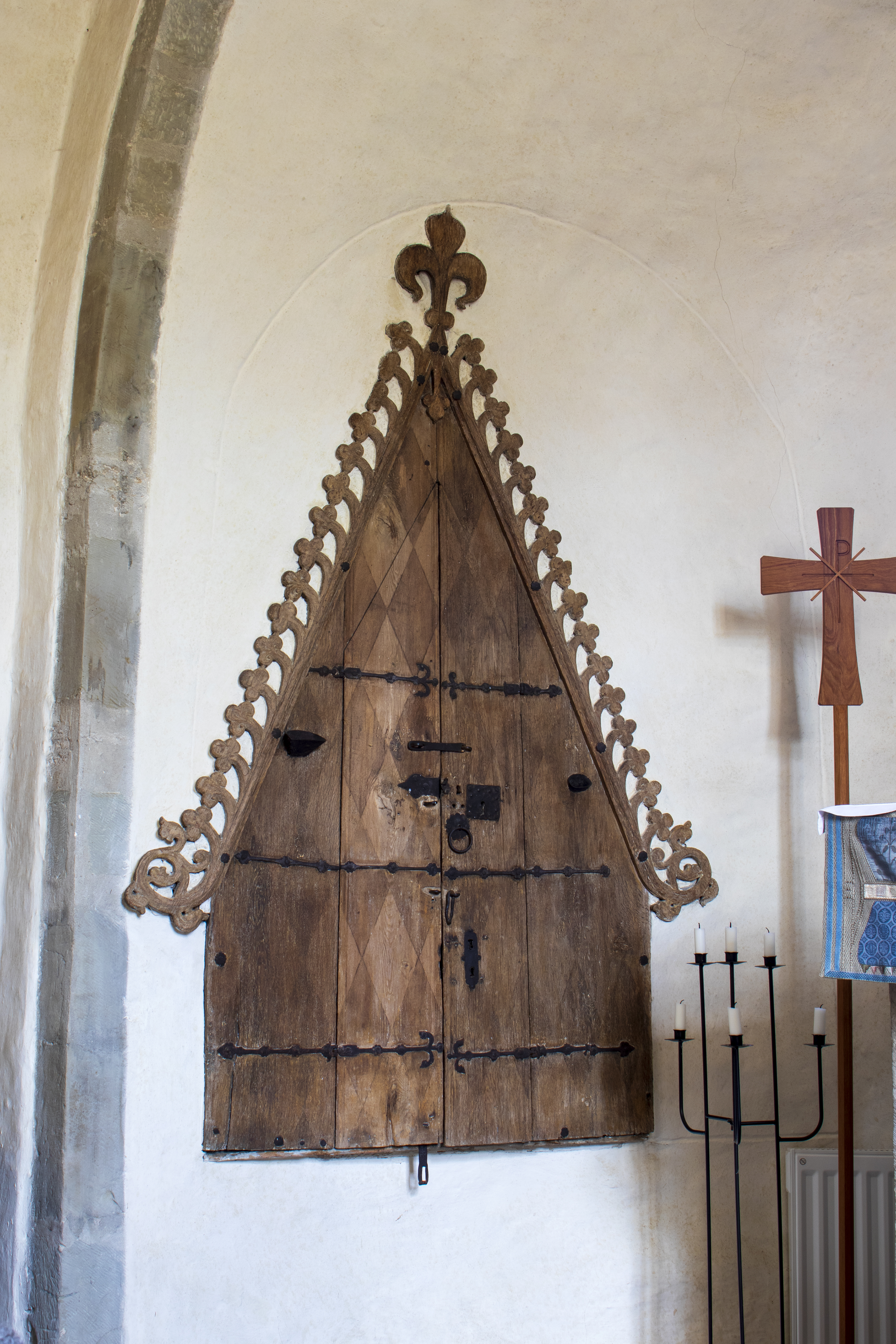
Sakramentskåp